# Frans van Rooij
Frans van Rooij (Woensel, 3 juli 1963) is een voormalig Nederlands voetballer.
Van Rooij begon zijn loopbaan in bij PSV. In 1985 werd hij uitgeroepen tot talent van het jaar. Hij vertrok, eerst op huurbasis en later definitief, naar België waar hij zou spelen voor Royal Antwerp FC en Standard Luik. Hij speelde een seizoen in Griekenland voor PAOK Saloniki en besloot zijn loopbaan in 1996 bij KVC Westerlo.

## Clubcarrière

### Statistieken
| Seizoen        | Club                  | Land      | Competitie    | Wed. | Goals |
| -------------- | --------------------- | --------- | ------------- | ---- | ----- |
| 1983/84        | PSV                   | Nederland | Eredivisie    | 12   | 0     |
| 1984/85        | PSV                   | Nederland | Eredivisie    | 19   | 2     |
| 1985/86        | PSV                   | Nederland | Eredivisie    | 27   | 6     |
| 1986/87        | PSV                   | Nederland | Eredivisie    | 7    | 0     |
| 1986/87        | (→)° Royal Antwerp FC | België    | Eerste Klasse | 23   | 7     |
| 1987/88        | Royal Antwerp FC      | België    | Eerste Klasse | 32   | 8     |
| 1988/89        | Royal Antwerp FC      | België    | Eerste Klasse | 34   | 7     |
| 1989/90        | Royal Antwerp FC      | België    | Eerste Klasse | 29   | 10    |
| 1990/91        | Royal Antwerp FC      | België    | Eerste Klasse | 34   | 11    |
| 1991/92        | Standard Luik         | België    | Eerste Klasse | -    | -     |
| 1992/93        | Standard Luik         | België    | Eerste Klasse | -    | -     |
| 1993/94        | Standard Luik         | België    | Eerste Klasse | -    | -     |
| Totaal         | Totaal                | Totaal    | Totaal        | 217  | -     |
| Bijgewerkt tot | 20 augustus 2009      |           |               |      |       |

## Erelijst
PSV Eindhoven
- Landskampioen

1986
Persoonlijk
- Nederlands Talent van het Jaar

1985